# Liệt thần kinh mặt
Liệt thần kinh mặt (hay liệt Bell, liệt mặt ngoại biên, liệt thần kinh VII ngoại bên, trong đông y: khẩu nhãn oa tà) là một loại liệt mặt dẫn đến mất khả năng cử động tạm thời các cơ mặt ở bên bị tổn thương. Trong hầu hết các trường hợp, yếu cơ chỉ là tạm thời và cải thiện đáng kể trong nhiều tuần. Triệu chứng có thể thay đổi từ nhẹ đến nặng, gồm co giật cơ, nhược cơ hoặc mất hoàn toàn khả năng cử động một bên, một số trường hợp hiếm gặp là liệt cả hai bên mặt. Các triệu chứng khác gồm sụp mí mắt, thay đổi vị giác và đau quanh tai. Thông thường các triệu chứng xuất hiện trong hơn 48 giờ. Liệt mặt ngoại biên có thể làm cho bệnh nhân tăng độ nhạy cảm với âm thanh được gọi là tăng thính (hyperacusis).
Nguyên nhân của liệt mặt ngoại biên vẫn chưa được biết và có thể xảy ra ở mọi lứa tuổi. Các yếu tố nguy cơ gồm: đái tháo đường, nhiễm trùng đường hô hấp trên và mang thai. Liệt mặt ngoại biên là kết quả của rối loạn chức năng thần kinh sọ VII (thần kinh mặt). Nhiều người tin rằng nguyên nhân do nhiễm virus dẫn đến sưng tấy vùng mặt. Chẩn đoán dựa trên triệu chứng biểu hiện trên nét mặt và loại trừ các nguyên nhân có thể có khác gây yếu cơ vùng mặt như: u não, đột quỵ (tai biến mạch máu não), hội chứng Ramsay Hunt loại 2, bệnh nhược cơ và bệnh Lyme.
Liệt mặt ngoại biên thường tự tiến triển tốt hơn, hầu hết trở về được chức năng bình thường hoặc gần như bình thường. Corticosteroid được chứng minh giúp cải thiện quá trình lành bệnh, trong khi đó thuốc kháng virus có thể mang lại lợi ích mức độ nhỏ. Cần bảo vệ mắt, tránh bị khô mắt bằng cách sử dụng thuốc nhỏ hoặc miếng bịt mắt. Thường không khuyến khích phẫu thuật. Các triệu chứng cải thiện thường bắt đầu từ ngày 14 ngày, phục hồi hoàn toàn trong vòng 6 tháng. Một số ít bệnh nhân có thể không hồi phục hoàn toàn hoặc có các triệu chứng tái phát.

Liệt mặt ngoại biên là nguyên nhân phổ biến nhất gây liệt dây thần kinh mặt một bên (70%), xảy ra ở 1 đến 4 trên 10 000 người mỗi năm. Khoảng 1,5% dân số bị liệt mặt ngoại biên tại một số thời điểm nhất định trong cuộc sống của họ, thường xảy ra trong độ tuổi từ 15 đến 60. Nam giới và nữ giới bị ảnh hưởng như nhau. Bệnh được đặt theo tên của bác sĩ phẫu thuật người Scotland Charles Bell (1774–1842), người đầu tiên mô tả mối liên hệ của dây thần kinh mặt với tình trạng liệt mặt.

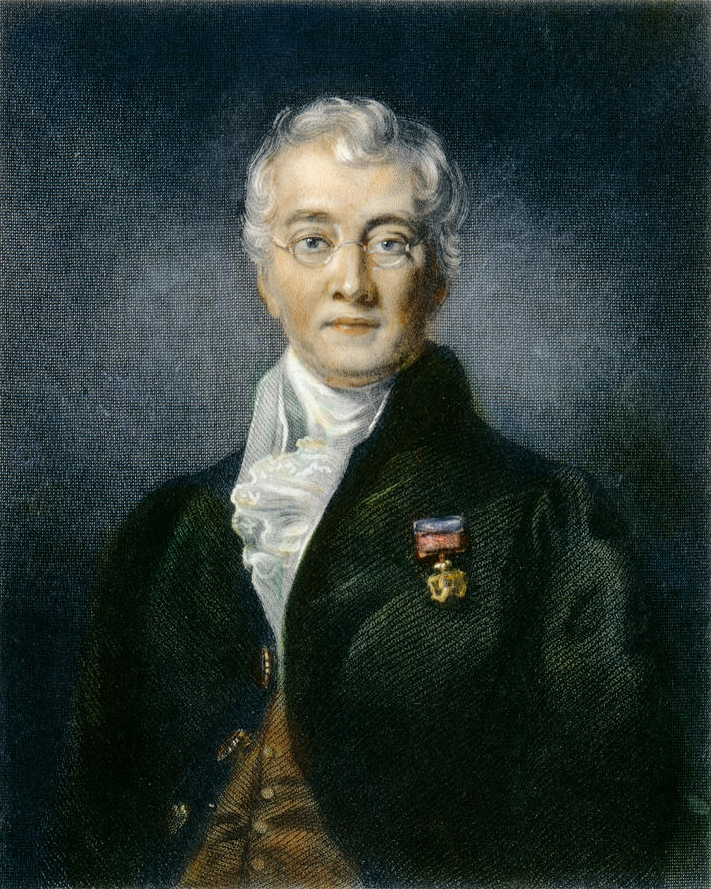
Nhà sinh lý học thần kinh người Scotland Sir Charles Bell là tác giả đầu tiên mô tả cơ sở giải phẫu của bệnh liệt mặt, và từ đó được dùng làm tên gọi cho liệt mặt ngoại biên (liệt Bell).

## Triệu chứng cơ năng và triệu chứng thực thế
Liệt mặt ngoại biên biểu hiện qua hình thể khuôn mặt: một bên mặt bị méo xuống trong vòng 72 giờ. Trong một số ít trường hợp (<1%), liệt mặt ngoại biên có thể xảy ra ở cả hai bên dẫn đến liệt mặt hoàn toàn.
Thần kinh mặt chi phối thực hiện một số chức năng như chớp và nhắm mắt, mỉm cười, cau mày, chảy nước mắt, tiết nước bọt, phập phồng cánh mũi và nhướn lông mày. Thàn kinh chi phối cảm giác vị giác 2⁄3 trước lưỡi, thông qua thừng nhĩ (một nhánh của thần kinh mặt). Do đó, những người bị liệt mặt ngoại biên có thể mất vị giác ở phía 2⁄3 trước lưỡi ở bên bị tổn thương.
Thần kinh mặt chi phối cơ bàn đạp của tai giữa (thông qua nhánh nhĩ), chi phối độ nhạy cảm với âm thanh, nếu tổn thương có thể khiến bệnh nhân tăng thính (hyperacusis, tức là mặc dù âm thanh bình thường nhưng bệnh nhân nghe thành rất to). Tuy nhiên các triệu chứng trên hầu như không rõ ràng về mặt lâm sàng.
Mặc dù liệt mặt ngoại biên được định nghĩa là một bệnh viêm đơn dây thần kinh (chỉ liên quan đến một dây thần kinh), những người được chẩn đoán bị liệt mặt ngoại biên có thể có "vô số triệu chứng thần kinh" gồm cảm giác châm kim, kiến bò (dị cảm) ở mặt cùng bên tổn thương, đau đầu/đau cổ mức độ vừa hoặc nặng, các vấn đề về trí nhớ, vấn đề về thăng bằng, yếu các chi cùng bên và cảm giác vụng về. Các triệu chứng trên không thể giải thích với lý do là bệnh nhân bị rối loạn chức năng thần kinh mặt".

## Nguyên nhân

Thần kinh mặt : nhân của dây thần kinh mặt nằm trong thân não (được ký hiệu trong hình bằng hình tròn gạch ngang màu đen giống chữ theta "θ"). Màu cam: dây thần kinh đến từ bán cầu não trái, màu vàng: dây thần kinh đến từ bán cầu não phải. Lưu ý rằng các cơ trán được chi phối từ các sợi đến từ cả hai bán cầu não (màu vàng và màu cam)

Nguyên nhân liệt mặt ngoại biên vẫn chưa được biết rõ. Yếu tố nguy cơ gồm đái tháo đường, nhiễm trùng đường hô hấp trên và mang thai.
Một số loại virus được cho là gây nhiễm trùng dai dẳng (hoặc tiềm ẩn) mà không có triệu chứng, ví dụ như virus varicella zoster (VZV) và virus Epstein–Barr, cả hai đều thuộc họ herpesviridae. Cơ chế tái kích hoạt các virus tiềm ẩn trong cơ thể được đề xuất là nguyên nhân gây ra bệnh liệt mặt ngoại biên. Thần kinh mặt sưng lên và bị viêm do phản ứng với nhiễm trùng sẽ gây ra áp lực trong ống Fallop, dẫn đến hạn chế máu và oxy đến các tế bào thần kinh. Các loại virus và vi khuẩn khác có liên quan đến sự phát triển của bệnh liệt mặt ngoại biên gồm HIV, bệnh sacoid (bệnh u hạt) và bệnh Lyme. Sự tái kích hoạt nói trên có thể có nguồn gốc do chấn thương, các yếu tố môi trường và rối loạn chuyển hóa hoặc cảm xúc.
4-14% trường hợp phát hiện liệt mặt ngoại biên có yếu tố di truyền gia đình. Có thể có mối liên hệ với chứng migraine.
Tháng 12 năm 2020, FDA Hoa Kỳ đã khuyến nghị rằng những người được tiêm vắc-xin COVID-19 của Pfizer và Moderna nên được theo dõi các triệu chứng của liệt mặt ngoại biên sau khi một số trường hợp được báo cáo ở những người tham gia thử nghiệm lâm sàng, mặc dù dữ liệu nghiên cứu không đủ để xác định mối tương quan nhân quả giữa việc tiêm vắc-xin COVID-19 của hai hãng này với liệt mặt ngoại biên.

### Di truyền học
Một phân tích tổng hợp về nghiên cứu kết hợp trên toàn bộ bộ gen (genome-wide association study, GWAS) đã xác định mối tương quan rõ ràng đầu tiên giữa yếu tố di truyền và liệt mặt ngoại biên.

## Sinh lý bệnh
Viêm dây thần kinh mặt gây áp lực trên dây thần kinh ở vị trí thần kinh thoát ra khỏi hộp sọ trong ống xương (lỗ trâm chũm), làm tổn tương dây thần kinh hoặc ngăn cản sự truyền tín hiệu thần kinh. Những bệnh nhân bị liệt mặt mà tìm thấy được nguyên nhân cụ thể thì không được coi là bị liệt mặt ngoại biên. Các nguyên nhân có thể gây liệt mặt gồm khối u, viêm màng não, đột quỵ, đái tháo đường, chấn thương đầu và các bệnh viêm dây thần kinh sọ (bệnh sacoid, bệnh brucella, v.v.). Trong những tình trạng này, các triệu chứng và tổn thương thần kinh hiếm khi chỉ giới hạn ở dây thần kinh mặt.
Trong một số nghiên cứu, căn nguyên virus herpes simplex type 1 (HSV-1) được tìm trong phần lớn các trường hợp được chẩn đoán là bệnh liệt mặt ngoại biên, thông qua lấy mẫu dịch từ lớp trong dây thần kinh. Tuy nhiên, một nghiên cứu khác đã xác định, trong tổng số 176 trường hợp được chẩn đoán là liệt mặt ngoại biên, HSV-1 có 31 trường hợp (18%) và herpes zoster có trong 45 trường hợp (26%).

## Chẩn đoán
Liệt mặt ngoại biên, là một chẩn đoán loại trừ, có nghĩa là chỉ chẩn đoán liệt mặt ngoại biên khi đã loại trừ hết các khả năng hợp lý khác gây triệu chứng liệt mặt. Không cần cận lâm sàng hay chẩn đoán hình ảnh để chẩn đoán. Mức độ tổn thương thần kinh có thể được đánh giá bằng thang điểm House-Brackmann.
Một nghiên cứu cho thấy 45% bệnh nhân liệt mặt ngoại biên không được giới thiệu đến bác sĩ chuyên khoa, điều này cho thấy bệnh liệt mặt ngoại biên được các bác sĩ coi là một chẩn đoán đơn giản, dễ quản lý.
Các tình trạng khác có thể gây ra các triệu chứng liệt mặt tương tự bao gồm bệnh zona, bệnh Lyme, bệnh sacoid, đột quỵ và u não.

### Chẩn đoán phân biệt
Khi xuất hiện liệt mặt, nhiều người có thể nhầm đay là triệu chứng của đột quỵ (tai biến mạch máu não); tuy nhiên là có khác biệt. Đột quỵ thường sẽ gây ra một số triệu chứng khác, chẳng hạn như tê bì hoặc yếu liệt ở tay và chân. Và không giống như liệt mặt ngoại biên, phần trên của khuôn mặt bệnh nhân vẫn được thần kinh chi phối trong bệnh cảnh đột quy, tức là người bị đột quỵ vẫn có thể có nếp nhăn trên trán.
Một bệnh khó loại trừ trong chẩn đoán phân biệt là tổn thương thần kinh mặt khi nhiễm virus herpes zoster. Sự khác biệt chính khi nhiễm virus này là sự hiện diện của mụn nước nhỏ ở tai ngoài, đau hàm, tai, mặt, cổ, rối loạn thính giác, nhưng có thể không có ở một số bệnh nhân. Zona kèm liệt mặt ngoại biên được gọi là hội chứng Ramsay Hunt loại 2. Tiên lượng cho bệnh nhân liệt mặt ngoại biên nói chung tốt hơn nhiều so với bệnh nhân mắc hội chứng Ramsay Hunt loại 2.

## Điều trị
Steroid được chứng minh là có hiệu quả trong việc cải thiện khả năng phục hồi của liệt mặt ngoại biên, còn thuốc kháng virus thì không. Ở những người không thể nhắm mắt, cần có các biện pháp bảo vệ mắt tránh khô giác mạc. Điều trị ở phụ nữ mang thai tương tự như điều trị ở người không mang thai.

### Steroid
Corticosteroid như prednisone cải thiện khả năng phục hồi sau 6 tháng và do đó khuyên dùng. Điều trị sớm (trong vòng 3 ngày sau khi khởi phát) là cần thiết để mang lại lợi ích với xác suất hồi phục cao hơn 14%.

### Thuốc kháng virus
Một đánh giá cho thấy rằng thuốc kháng virus (chẳng hạn như aciclovir) không hiệu quả trong việc cải thiện khả năng phục hồi sau liệt mặt ngoại biên. Một đánh giá khác cho thấy lợi ích khi kết hợp với corticosteroid, tuy nhiên bằng chứng chưa đủ tốt để đi đến kết luận này.
Một tổng quan năm 2015 cho thấy không có tác dụng bất kể của thuốc kháng virus để điều trị liệt mặt mức độ nghiêm trọng. Một tổng quan khác tìm thấy lợi ích nhỏ khi dùng kèm thuốc kháng virus với steroid.
Tuy vậy, thuốc kháng virus thường được kê đơn do mối liên hệ về mặt lý thuyết giữa liệt mặt ngoại biên và virus herpes simplex và virus varicella zoster.

### Bảo vệ mắt
Liệt mặt ngoại biên ảnh hưởng đến phản xạ chớp mắt và khiến mắt không thể nhắm lại hoàn toàn, nên sử dụng thường xuyên thuốc nhỏ mắt dạng nước hoặc thuốc mỡ tra mắt vào ban ngày và bảo vệ mắt bằng miếng bịt mắt khi ngủ và nghỉ ngơi.

### Vật lý trị liệu
Vật lý trị liệu có thể có lợi cho một số người bị liệt Bell vì nó giúp duy trì trương lực cơ cho các cơ mặt bị ảnh hưởng và kích thích thần kinh mặt. Điều quan trọng là các bài tập tái tạo cơ và các kỹ thuật trị liệu bằng tay (manual therapy) phải được thực hiện trước giai đoạn phục hồi để giúp ngăn ngừa tổn thương thứ phát là cơ mặt bị co rút vĩnh viễn. Bên bị liệt có thể dùng nhiệt để giảm đau. Không có bằng chứng chất lượng cao để ủng hộ vai trò của kích thích điện đối với liệt mặt ngoại vi.

### Phẫu thuật
Phẫu thuật có thể cải thiện kết quả đối với bệnh nhân có liệt thần kinh mặt không hồi phục. Phẫu thuật tái tạo nụ cười là một thủ thuật phẫu thuật nhằm phục hồi lại nụ cười cho những người bị liệt dây thần kinh mặt. Các tác dụng phụ bao gồm mất thính giác xảy ra ở 3–15% số người. Một tổng quan của tổ chức Cochrane (cập nhật vào năm 2021), sau khi xem xét các thử nghiệm lâm sàng ngẫu nhiên có đối chứng và thử nghiệm bán ngẫu nhiên có đối chứng không thể xác định liệu phẫu thuật sớm là có lợi hay có hại. Năm 2007, Học viện Thần kinh học Hoa Kỳ không khuyến nghị phẫu thuật.

### Y học thay thế
Hiệu quả của châm cứu vẫn chưa rõ vì các nghiên cứu hiện có có chất lượng thấp (thiết kế nghiên cứu kém hoặc thực hành báo cáo không đầy đủ). Có bằng chứng rất sơ bộ về liệu pháp oxy cao áp trong bệnh trường hợp bệnh nặng.

## Tiên lượng
Hầu hết những người bị liệt mặt ngoại biên bắt đầu phục hồi chức năng khuôn mặt bình thường trong vòng 3 tuần, kể cả những người không được điều trị.
Hơn 2⁄3 bệnh nhân (71%) hồi phục hoàn toàn. Phục hồi mức độ vừa phải ở 12% và kém chỉ ở 4% bệnh nhân. Một nghiên cứu khác cho thấy liệt mặt gần như biến mất hoàn toàn trong vòng một tháng. Khi sự phục hồi liệt mặt không xảy ra cho đến tuần thứ ba hoặc muộn hơn, phần lớn những bệnh nhân bị di chứng. Một nghiên cứukhác cho thấy bệnh nhân nhỏ tuổi (dưới 10 tuổi) tiên lượng tốt hơn trong khi bệnh nhân trên 61 tuổi có tiên lượng xấu hơn.
Khoảng 9% số người gặp phải một số vấn đề sau khi hồi phục, điển hình là các thương tật thứ phát như co thắt, co cứng, ù tai, mất thính giác khi cử động khuôn mặt, hội chứng nước mắt cá sấu.

## Dịch tễ học
Số trường hợp liệt mặt ngoại biên dao động từ khoảng 1 đến 4 người trên 10.000 dân mỗi năm. Tỷ lệ tăng theo tuổi. Liệt mặt ngoại biên ảnh hưởng đến khoảng 40.000 người ở Hoa Kỳ mỗi năm. Liệt mặt ngoại biên ảnh hưởng đến khoảng 1 trên 65 người trong suốt cuộc đời.

## Lịch sử
Bác sĩ người Ba Tư Muhammad ibn Zakariya al-Razi (865–925) được biết đến là người đầu tiên mô tả đầu tiên về liệt mặt ngoại vi và liệt mặt trung ương.
Năm 1683, Cornelis Stalpart van der Wiel (1620–1702) mô tả về liệt Bell. Ông có ghi danh bác sĩ người Ba Tư Ibn Sina (980–1037) vì đã mô tả bệnh này trước ông. James Douglas (1675–1742) và Nicolaus Anton Friedreich (1761–1836) cũng mô tả tình trạng bệnh này.
Nhà sinh lý học thần kinh người Scotland Sir Charles Bell công bố bài báo của mình trước Hội Hoàng gia Luân Đôn vào ngày 12 tháng 7 năm 1821, mô tả vai trò của dây thần kinh mặt. Ông trở thành người đầu tiên trình bày chi tiết cơ sở giải phẫu thần kinh của bệnh liệt mặt. Do đó, liệt mặt ngoại biên nguyên phát được gọi là liệt Bell để vinh danh ông.